# Ксенія Георгіївна Романова
Ксенія Георгіївна Романова (рос. Ксения Георгиевна Романова; 22 серпня 1903 —17 жовтня 1965), від 1921 року — Ксенія Лідс (англ. Xenia Leeds), від 1946 — Ксенія Джуд (англ. Xenia Jud) — російська княжна крові імператорської з дому Романових, донька великого князя Георгія Михайловича та грецької принцеси Марії. Залишила Росію у 1914 році. Визнавала у Анні Андерсон велику княжну Анастасію Миколаївну.

## Біографія

### Дитинство та юність
Ксенія народилася 22 серпня 1903 року в маєтку Михайлівське поблизу Петергофу другою дитиною та другою донькою в родині великого князя Георгія Михайловича та його дружини Марії Грецької. Названа на честь тітки Ксенії Олександрівни. Мала старшу сестру Ніну. Росією в цей час правив їхній чотириюрідний брат Микола II.
Мешкала родина у Петербурзі на Палацовій набережній у Ново-Михайлівському палаці, який належав діду Ксенії, великому князеві Михайлу Миколайовичу. Той, вже будучи у літньому віці, полюбляв сидіти біля вікна на першому поверсі та був дуже задоволений, коли перехожі його помічали і віддавали честь. Літо сім'я проводила у маєтку Михайлівське. 

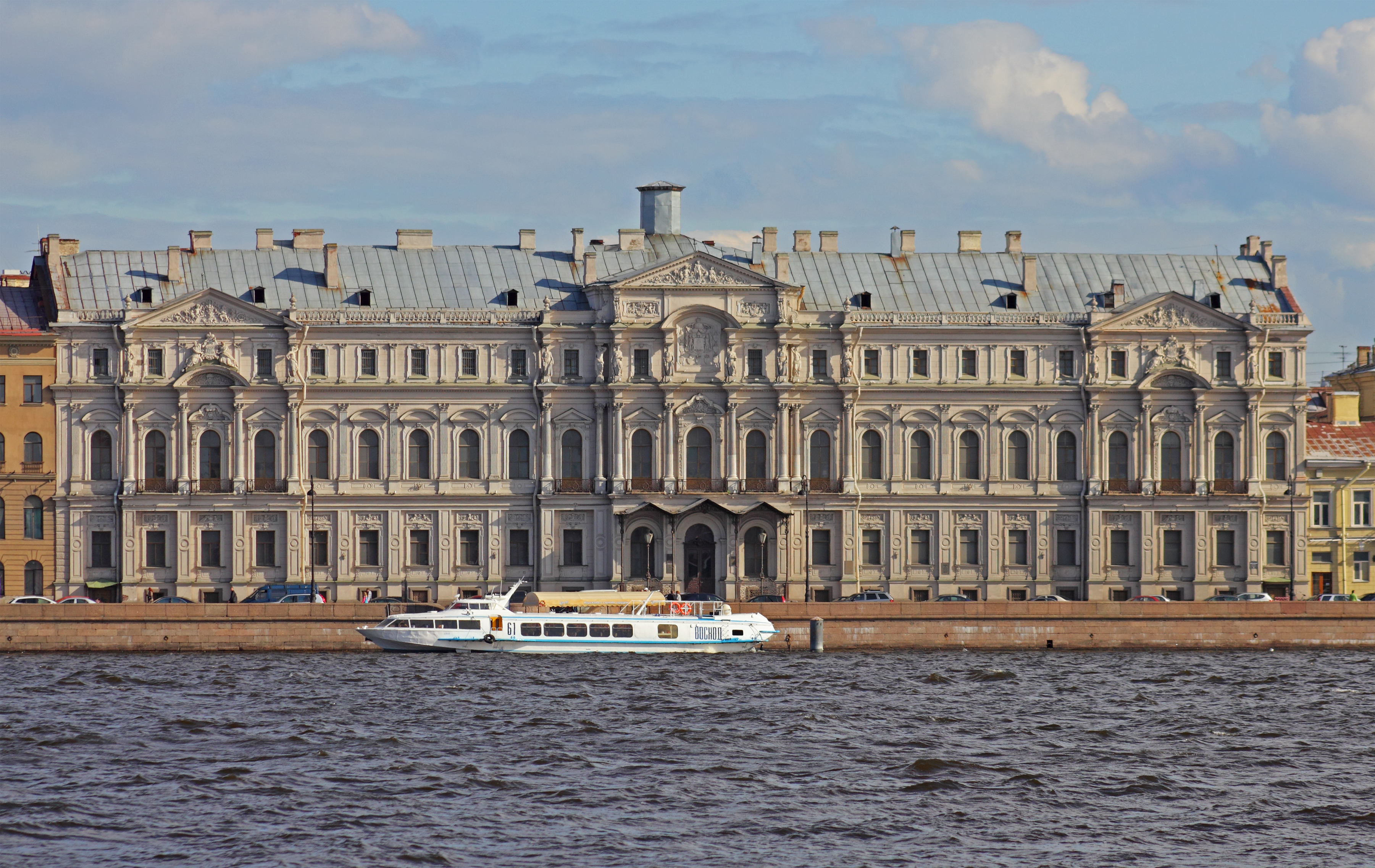
Ново-Михайлівський палац

Шлюб батьків не був щасливим, хоча батько дуже кохав молоду дружину. Аби догодити їй, він перевіз родину у палац Харакс у Гаспрі, аби місцевий клімат нагадував Марії батьківщину. Поруч із будівлею, виконаною в шотландському стилі, був розбитий великий парк. Втім, велика княгиня все одно намагалася проводити якомога більше часу за кордоном під приводом необхідності для здоров'я доньок. Так княжни разом з батьками подорожували Грецією, Великою Британією, Данією, Францією. З батьком вони спілкувалися російською мовою, з матір'ю — англійською, між собою розмовляли французькою.
У липні 1914 року Марія з доньками відбула до Лондону з літнім візитом до свого кузена Георга V. Невдовзі після цього розпочалася Перша світова війна. Велика княгиня вирішила за краще не повертатися до Росії та оселилася у курортному містечку Гаррогейт у Північному Йоркширі. Подальшу освіту дівчата здобули у Великій Британії. Із батьком вони більше не бачилися, хоча продовжували регулярно листуватися до 1918 року. У січні 1919 року його розстріляли більшовики у Петропавлівській фортеці.
У 1920 році Марія з доньками переїхала до Греції. У тому ж році дядько Ксенії, Христофор Грецький, одружився з американкою Ноні Мей Стюарт, удовою сталевого магната Вільяма Б. Лідса. Стюарт був дарований титул принцеси Анастасії Грецької та Данської. У 1921 році вона захворіла в Афінах, і до неї прибув син від першого шлюбу, Вільям Лідс-молодший. Там він познайомився із Ксенією. Після 24 годин знайомства пара заручилася. Наречений закінчив Ітон та був спадкоємцем 40 мільйонів доларів. Родичі сприйняли заручини схвально, однак побоювалися, що вони надто молоді для шлюбу. Громадськість дізналась про майбутній союз у квітні 1921 року.

### Шлюб
Невдовзі після свого 18-річчя Ксенія взяла шлюб із 19-річним Вільямом Бейтманом Лідсом-молодшим. Громадянська церемонія пройшла 8 жовтня 1921 року у Парижі. Вінчання відбулося 9 жовтня: церемонія за лютеранським звичаєм пройшла в Американській єпископальній церкві Святої Трійці, за православним — в руській церкві. Свідком нареченого виступив принц Христофор Грецький, свідком нареченої став великий князь Дмитро Павлович. Ксенія була вдягнута у просту білу сукню з сатина-ліберті з гірляндкою квітів померанця навколо талії, її голову прикрашала довга фата, а шию — діамантове намисто. Того ж дня молодята відбули на острів Вайт, де провели медовий місяць. Весільні подарунки оцінювалися у мільйони франків.
Оселилася пара в Америці, де мала маєток Кенвуд з 54 акрами землі в Ойстер-Бей на Лонг-Айленді та була дуже популярною серед свого кола. Часто вони подорожували на своїй яхті. За кілька років Ксенія народила єдину доньку Ненсі (1925—2006) — дружина Едварда Вінкупа-молодшого, що теж мала єдину доньку.
Доньку охрестили за півроку в Парижі за православним звичаєм. Хрещеною матір'ю стала колишня імператриця Марія Федорівна, яку представляла принцеса Ірена.
У 1922 році в Німеччині стала відомою Анна Андерсон, яку дехто ідентифікував як вцілілу княжну Романову. У 1928 році Ксенія Георгіївна запросила її до себе в Кенвуд, де підтвердила аристократичне походження жінки та кілька місяців всіляко турбувалася про неї. Натомість, за словами принца Христофора, Анна «мала таке відношення у відповідь до княжни, що Вільям Лідс змушений був виставити її геть». Втім, Ксенія Георгіївна, незважаючи на сварки та непорозуміння з Анною, до кінця життя визнавала в ній велику княжну. Тієї ж думки притримувалася її сестра Ніна, яка у 1927 році також оселилася у США.
19 березня 1930 року Ксенія розлучилася з Лідсом. Причиною були вказані непримиренні розбіжності. Існує думка, що не останню роль у розставанні мала постійна увага преси. Колишній чоловік зобов'язався виплачувати їй грошове утримання до наступного шлюбу.
У грудні 1945 року у Нью-Йорку донька Ксенії взяла шлюб із Едвардом Джадсоном Вінкопом-молодшим. У віці 42 років княжна Ксенія одружилася з 35-річним комерсантом Германом Джудом. Весілля пройшло 10 серпня 1946 року у Ґлен-Коув. Дітей у подружжя не було. Разом вони були до самої смерті Ксенії.
Княжна померла 17 жовтня 1965 у Ґлен-Коув у віці 62 років від раку. Похована у Ґлен-Коув.

## Нагороди
- Великий хрест ордену Святої Катерини (Дім Романових) (1923).[14]

## Цікаві факти
- У 1989 році з аукціону було продано іграшку Ксенії Георгіївни, подаровану їй батьком у 1908 році.[15]

## Летуратура
- Пчелов Е. В. Романовы. История династии. — М.: ОЛМА-ПРЕСС, 2002. — 494 с.:ил. — ISBN 5-224-01678-9
- Charlotte Zeepvat: The Camera and the Tsars, Sutton Publishing. 2004 ISBN 0-7509-3049-7
- Manfred Knodt: Ernst Ludwig Grossherzog von Hessen und bei Rhein. Sein Leben und seine Zeit, Darmstadt. 1997 ISBN 3-87704-006-3
- Peter Kurth: Anastasia, die letzte Zarentochter. Das Geheimnis der Anna Anderson, Lübbe Verlag. 1989 ISBN 3-404-11511-2
- Christoph von Griechenland: Memoirs of HRH Prince Christopher of Greece, London. 1938